# NGC 24

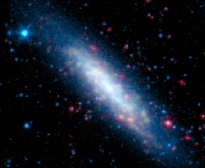
NGC 24 en infrarouge par le télescope spatial Spitzer.

NGC 24 est une galaxie spirale rapprochée et située dans la constellation du Sculpteur. NGC 24 a été découverte par l'astronome germano-britannique William Herschel en 1785.

## Caractéristiques
Sa vitesse par rapport au fond diffus cosmologique est de 250 ± 21 km/s, ce qui correspond à une distance de Hubble de 3,68 ± 0,41 Mpc (∼12 millions d'al).
La classe de luminosité de NGC 24 est III et elle présente une large raie HI. De plus, elle renferme des régions d'hydrogène ionisé.
À ce jour, 32 mesures non basées sur le décalage vers le rouge (redshift) donnent une distance de 7,952 ± 2,221 Mpc (∼25,9 millions d'al), ce qui est à l'extérieur des valeurs de la distance de Hubble. Cependant, vu la faible vitesse radiale de cette galaxie, ces mesures sont sans doute plus près de la réalité que la distance de Hubble.

## Groupe de NGC 45
NGC 24 fait partie du groupe de NGC 45 avec les galaxies NGC 45 et NGC 59.